# Philipp-Melanchthon-Kapelle (Berlin-Rudow)

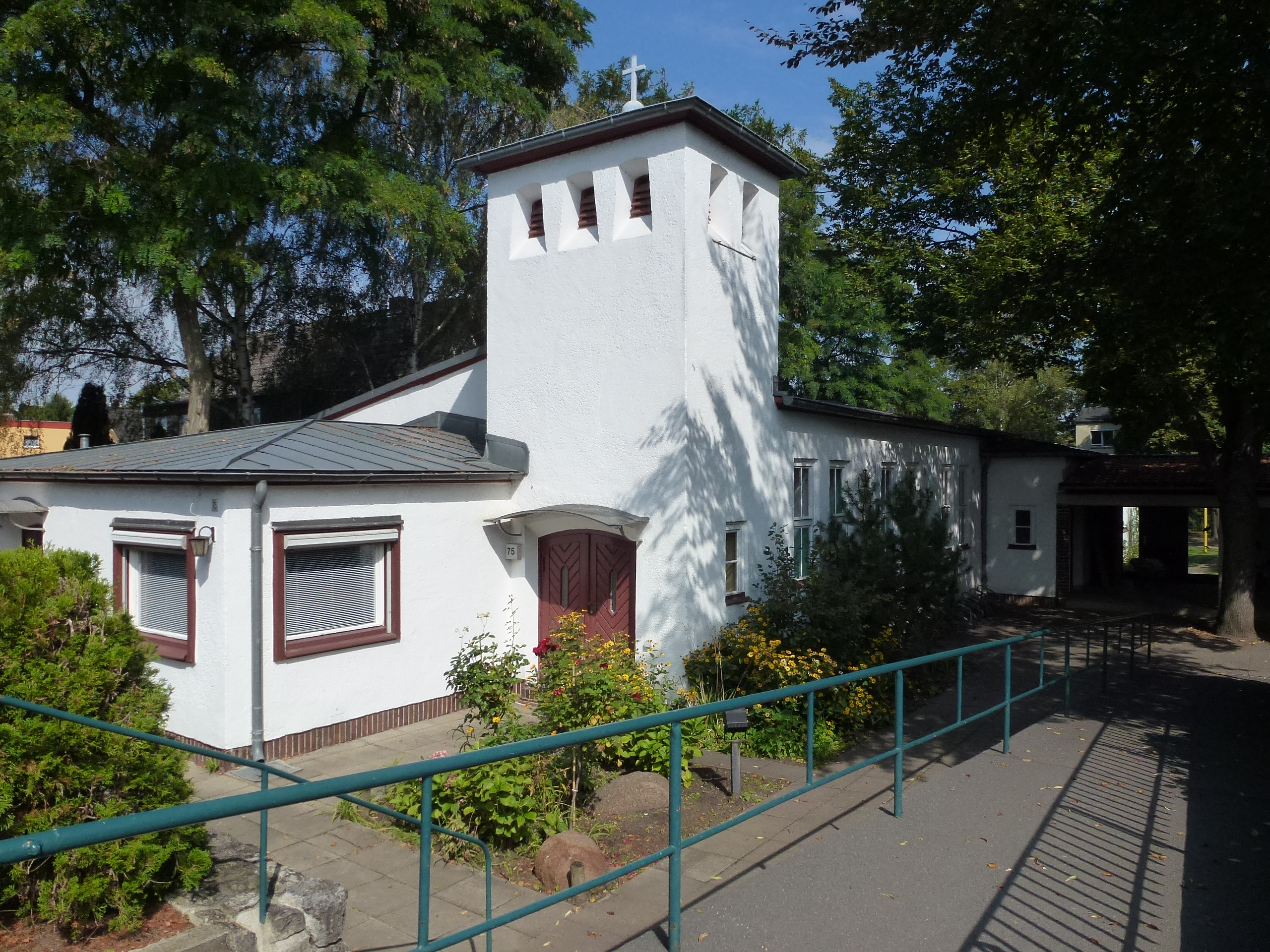
Philipp-Melanchthon-Kapelle

Die Philipp-Melanchthon-Kapelle steht am Orchideenweg 75 in Berlin-Rudow.

## Geschichte
Die Kapelle wurde am 27. Oktober 1935 als „Evangelisches Gemeindeheim Philipp-Melanchthon“ für die Kirchengemeinde Berlin-Rudow eingeweiht. Zu dieser Zeit war der ganze Ortsteil noch dünn besiedelt. Mit dem Bevölkerungsanstieg wurde das Gemeindeheim um einen Anbau erweitert, der am 3. September 1937 fertiggestellt wurde. Heute befindet sich in dem Anbau der Kindergarten. 
1975 entwickelte sich die Kapelle durch den Bau des Gemeindehauses auf dem Nachbargrundstück Nr. 77 nach einem Entwurf von Hardy Treger zu einem Gemeindezentrum. Mit der Einweihung des Gemeindehauses am 22. Juni 1975 entspannte sich die räumliche Situation, so dass die gemeindlichen Aktivitäten ausgedehnt werden konnten.
Am 1. August 1969 wurde die Philipp-Melanchthon-Kapelle von der Kirchengemeinde Rudow getrennt und der Nachbargemeinde der Dreieinigkeitskirche in der Lipschitzallee 7 in der heutigen Gropiusstadt angegliedert. Sie gehört zum Kirchenkreis Neukölln der Evangelischen Kirche Berlin-Brandenburg-schlesische Oberlausitz.

## Baubeschreibung
Der Gebäudekomplex besteht nur noch aus zwei Teilen, der Kapelle mit der ehemaligen Schwesternwohnung vorne, die heute als Büro genutzt wird, und dem Anbau an die Kapelle. Das Gemeindehaus wurde inzwischen verkauft.
Dem mit einem Satteldach bedeckten Kirchenschiff auf rechteckigem Grundriss in Südwest-Nordost-Richtung ist an der Südecke ein kleiner Kirchturm mit dem Portal vorgelagert. Im Turm hängen zwei Glocken, die kleinere stammt noch aus der Zeit der Einweihung, die größere wurde im Zweiten Weltkrieg eingeschmolzen und 1960 ersetzt.